# Campeonato Canadiense de Fútbol
El Campeonato Canadiense de Fútbol (en francés: Championnat canadien de soccer; en inglés: Canadian Soccer Championship) es un torneo de fútbol que se realiza cada año para determinar el equipo que representará a Canadá en la Liga de Campeones de la Concacaf y adjudicar el trofeo la Copa Voyageurs.
El Campeonato Canadiense es considerado exitoso por la cantidad de espectadores que congrega, en 2009 más del 96% de las entradas fueron vendidas.

## Historia
El torneo es organizado anualmente por la Concacaf y la Asociación Canadiense de Fútbol. El primero se disputó entre mayo y junio de 2008. Los equipos participantes en sus tres primeras ediciones fueron el Montreal Impact, el Toronto FC y los Vancouver Whitecaps. En 2011 se invitó adicionalmente al FC Edmonton y en 2014 al Ottawa Fury FC. Inicialmente el campeonato fue conocido como Campeonato Nutrilite por razones publicitarias, pero a partir del 2012, se denominó Campeonato Amway por este mismo motivo y conservó el formato del año anterior. Desde 2018, arrancó la participación de los campeones de la League1 Ontario y de la Première Ligue de soccer du Québec, mientras que el FC Edmonton cerró sus operaciones, por lo que el torneo fue disputado por 6 equipos. En el 2019, el campeonato se amplió a 13 clubes por la primera aparición de los participantes de la Canadian Premier League. Para 2020, el torneo se redujo a 12 equipos debido a la desaparición del Ottawa Fury FC. Sin embargo, para ese mismo 2020, debido a la pandemia del COVID-19, solo se jugará con dos equipos, el campeón de la Canadian Premier League y un equipo canadiense de la Major League Soccer, que cual saldrá de un triangular entre Toronto FC, Montreal Impact y Vancouver Whitecaps FC.

## Formato

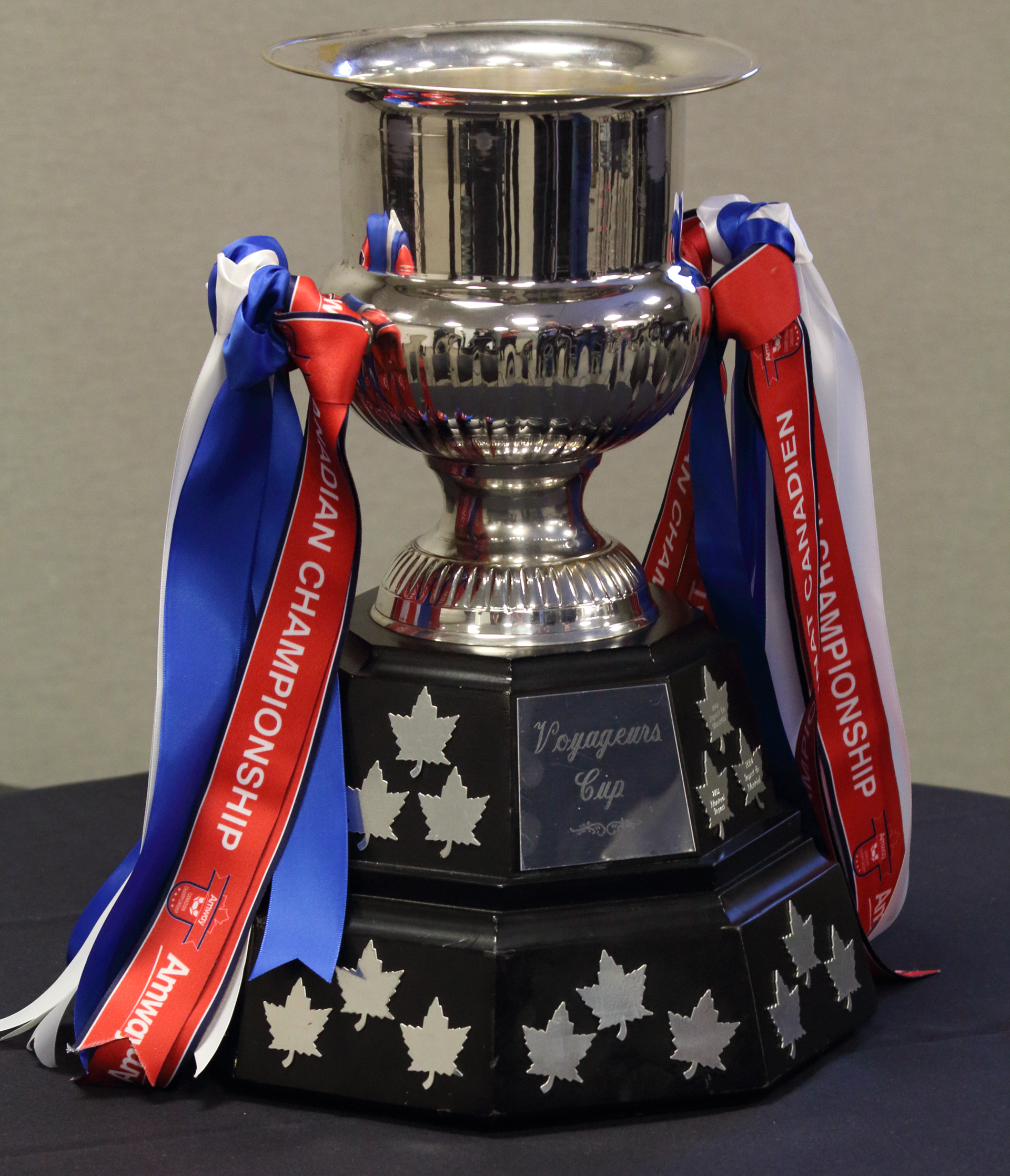
La Copa Voyageurs.

En las tres primeras ediciones disputadas, el torneo reunió a los tres equipos más importantes del fútbol en Canadá, los cuales se enfrentaron en un triangular a dos vueltas, y el vencedor clasificaba a la Liga de Campeones de la Concacaf. 
Desde la edición de 2011, el torneo consistió en dos semifinales que clasificaban a la final con partidos de ida y vuelta. En 2014, se mantuvo el mismo formato desde 2011, pero esta vez se incluyó una ronda preliminar entre FC Edmonton y Ottawa Fury FC, el ganador avanzaba a las semifinales.
Desde 2018, debido a la incorporación de los campeones de la League1 Ontario y de la Première Ligue de soccer du Québec, y la desaparición de FC Edmonton, el torneo se dividió en primera ronda (donde se midieron los campeones regionales), segunda fase (entre Ottawa Fury y el ganador de la primera ronda), las semifinales y la final. 
En el 2019, producto de la inclusión de los equipos de la Canadian Premier League, el torneo se dividió en 5 rondas en formato de eliminación directa, mientras que el campeón defensor, empezó desde las semifinales. 
El campeón recibe la Copa Voyageurs.

## Campeonatos
| Año  | Campeón             | Resultado            | Subcampeón          |
| ---- | ------------------- | -------------------- | ------------------- |
| 2008 | Montreal Impact     | Liga                 | Toronto             |
| 2009 | Toronto             | Liga                 | Vancouver Whitecaps |
| 2010 | Toronto             | Liga                 | Vancouver Whitecaps |
| 2011 | Toronto             | 1:1 2:1              | Vancouver Whitecaps |
| 2012 | Toronto             | 1:1 1:0              | Vancouver Whitecaps |
| 2013 | Montreal Impact     | 0:0 2:2 (v.)         | Vancouver Whitecaps |
| 2014 | Montreal Impact     | 1:1 1:0              | Toronto             |
| 2015 | Vancouver Whitecaps | 2:2 2:0              | Montreal Impact     |
| 2016 | Toronto             | 1:0 1:2 (v.)         | Vancouver Whitecaps |
| 2017 | Toronto             | 1:1 2:1              | Montreal Impact     |
| 2018 | Toronto             | 2:2 5:2              | Vancouver Whitecaps |
| 2019 | Montreal Impact     | 1:0 0:1 (3:1) (pen.) | Toronto             |
| 2020 | Toronto FC          | 1:1 (5:4) (pen.)     | Forge FC            |
| 2021 | CF Montréal         | 1:0                  | Toronto             |
| 2022 | Vancouver Whitecaps | 1:1 (5:3) (pen.)     | Toronto             |
| 2023 | Vancouver Whitecaps | 2:1                  | CF Montréal         |
| 2024 | Vancouver Whitecaps | 0:0 (4:2) (pen.)     | Toronto             |

### Títulos por equipo
| Equipo              | Títulos | Subtítulos | Años campeón                                   | Años subcampeón                          |
| ------------------- | ------- | ---------- | ---------------------------------------------- | ---------------------------------------- |
| Toronto FC          | 8       | 6          | 2009, 2010, 2011, 2012, 2016, 2017, 2018, 2020 | 2008, 2014, 2019, 2021, 2022, 2024.      |
| CF Montréal         | 5       | 3          | 2008, 2013, 2014, 2019, 2021                   | 2015, 2017, 2023                         |
| Vancouver Whitecaps | 4       | 7          | 2015, 2022, 2023, 2024                         | 2009, 2010, 2011, 2012, 2013, 2016, 2018 |
| Forge FC            | 0       | 1          | -                                              | 2020                                     |

## Clasificación histórica
Actualizado el 11 de junio de 2022.
| Pos. | Equipos              | PJ | G  | E  | P  | GF | GC | Dif. | Pts. |
| ---- | -------------------- | -- | -- | -- | -- | -- | -- | ---- | ---- |
| 1    | Toronto FC           | 47 | 25 | 12 | 9  | 73 | 39 | +34  | 90   |
| 2    | Vancouver Whitecaps  | 43 | 16 | 14 | 13 | 57 | 49 | +8   | 62   |
| 3    | CF Montréal          | 46 | 16 | 12 | 18 | 53 | 55 | -2   | 60   |
| 4    | Ottawa Fury FC       | 20 | 8  | 2  | 10 | 21 | 34 | -13  | 26   |
| 5    | Cavalry FC           | 12 | 6  | 3  | 3  | 15 | 10 | +5   | 21   |
| 6    | FC Edmonton          | 22 | 6  | 2  | 14 | 25 | 39 | -14  | 20   |
| 7    | HFX Wanderers FC     | 10 | 5  | 1  | 4  | 17 | 15 | +2   | 16   |
| 8    | York United FC       | 10 | 3  | 4  | 3  | 14 | 12 | +2   | 13   |
| 9    | Forge FC             | 7  | 2  | 3  | 2  | 7  | 8  | -1   | 9    |
| 10   | AS Blainville        | 7  | 2  | 1  | 4  | 4  | 6  | -2   | 7    |
| 11   | Pacific FC           | 6  | 2  | 1  | 3  | 9  | 11 | -2   | 7    |
| 12   | Vaughan Azzurri      | 2  | 1  | 0  | 1  | 3  | 3  | 0    | 3    |
| 13   | Valour FC            | 4  | 1  | 0  | 3  | 5  | 8  | -3   | 3    |
| 14   | Atlético Ottawa      | 1  | 0  | 0  | 1  | 2  | 3  | -1   | 0    |
| 15   | Oakville Blue Devils | 2  | 0  | 0  | 2  | 1  | 3  | -2   | 0    |
| 16   | Master's FA          | 1  | 0  | 0  | 1  | 0  | 5  | -5   | 0    |

## Mejor jugador
Denominado como "George Gross Memorial Trophy", es un premio entregado al jugador más valioso del torneo.
| Año  | Jugador            | Equipo              |
| ---- | ------------------ | ------------------- |
| 2008 | Matt Jordan        | Montreal Impact     |
| 2009 | Dwayne De Rosario  | Toronto             |
| 2010 | Dwayne De Rosario  | Toronto             |
| 2011 | Joao Plata         | Toronto             |
| 2012 | Ryan Johnson       | Toronto             |
| 2013 | Justin Mapp        | Montreal Impact     |
| 2014 | Justin Mapp        | Montreal Impact     |
| 2015 | Russell Teibert    | Vancouver Whitecaps |
| 2016 | Benoit Cheyrou     | Toronto             |
| 2017 | Sebastian Giovinco | Toronto             |
| 2018 | Jonathan Osorio    | Toronto             |
| 2019 | Ignacio Piatti     | Montreal Impact     |
| 2021 | Sebastian Breza    | CF Montréal         |
| 2022 | Ryan Gauld         | Vancouver Whitecaps |
| 2023 | Julian Gressel     | Vancouver Whitecaps |
| 2024 | Isaac Boehmer      | Vancouver Whitecaps |

## Mejor jugador juvenil canadiense
Es un premio entregado, a partir de la edición de 2019, al mejor jugador canadiense sub-23 del torneo.
| Año  | Jugador                 | Equipo              |
| ---- | ----------------------- | ------------------- |
| 2019 | Zachary Brault-Guillard | Montreal Impact     |
| 2021 | Jacob Shaffelburg       | Toronto             |
| 2022 | Ryan Raposo             | Vancouver Whitecaps |
| 2023 | Ali Ahmed               | Vancouver Whitecaps |
| 2024 | Isaac Boehmer           | Vancouver Whitecaps |

## Goleadores por edición
| Edición | Jugador            | Equipo              | Goles |
| ------- | ------------------ | ------------------- | ----- |
| 2008    | Roberto Brown      | Montreal Impact     | 2     |
| 2008    | Rohan Ricketts     | Toronto             | 2     |
| 2008    | Eduardo Sebrango   | Vancouver Whitecaps | 2     |
| 2009    | Dwayne De Rosario  | Toronto             | 3     |
| 2010    | Chad Barrett       | Toronto             | 1     |
| 2010    | Philippe Billy     | Montreal Impact     | 1     |
| 2010    | Peter Byers        | Montreal Impact     | 1     |
| 2010    | Dwayne De Rosario  | Toronto             | 1     |
| 2010    | Marcus Haber       | Vancouver Whitecaps | 1     |
| 2010    | Ty Harden          | Toronto             | 1     |
| 2010    | Ansu Toure         | Vancouver Whitecaps | 1     |
| 2011    | Maicon Santos      | Toronto             | 3     |
| 2012    | Reggie Lambe       | Toronto             | 2     |
| 2012    | Ryan Johnson       | Toronto             | 2     |
| 2012    | Sébastien Le Toux  | Vancouver Whitecaps | 2     |
| 2012    | Eric Hassli        | Vancouver Whitecaps | 2     |
| 2013    | Camilo Sanvezzo    | Vancouver Whitecaps | 3     |
| 2014    | Jack McInerney     | Montreal Impact     | 3     |
| 2015    | Tomi Ameobi        | Edmonton            | 4     |
| 2016    | Jonathan Osorio    | Toronto             | 2     |
| 2016    | Jordan Hamilton    | Toronto             | 2     |
| 2016    | Nicolás Mezquida   | Vancouver Whitecaps | 2     |
| 2017    | Sebastian Giovinco | Toronto             | 3     |
| 2018    | Jozy Altidore      | Toronto             | 3     |
| 2018    | Jonathan Osorio    | Toronto             | 3     |
| 2018    | Kei Kamara         | Vancouver Whitecaps | 3     |
| 2019    | Ignacio Piatti     | Montreal Impact     | 4     |
| 2021    | Austin Ricci       | Valour              | 3     |
| 2022    | Brian White        | Vancouver Whitecaps | 3     |
| 2022    | Myer Bevan         | Cavalry             | 3     |
| 2022    | Sunusi Ibrahim     | CF Montréal         | 3     |
| 2023    | Sunusi Ibrahim     | CF Montréal         | 3     |
| 2024    | Deandre Kerr       | Toronto             | 5     |